# Alberto Borregán i Rodríguez
Alberto Borregán i Rodríguez, també conegut com a Beto Borregán, (Barcelona, 16 d'agost de 1977) és un exjugador i entrenador d'hoquei sobre patins català, que jugà 18 temporades al FC Barcelona, on fou capità de l'equip, assolint un total de 58 títols, incloent 9 copes d'Europa, 15 OK Lligues i 7 Copes del Rei. Fou internacional per la selecció espanyola en nombroses ocasions fins al punt de ser capità del combinat estatal. Ja de ben jove va assolir diversos títols en categories inferiors de la selecció estatal.
És considerat el millor jugador de tots els temps per molts crítics especialitzats en hoquei patins, jugadors del mateix esport i aficionats. L'any 2012 la Reial Federació Espanyola de Patinatge li atorgà la insígnia d'or per la seva dilatada i reeixida trajectòria esportiva.
El 5 de maig de 2013 va rebre un homenatge al Palau Blaugrana durant el qual es va retirar la seva samarreta amb el dorsal 21. Es tractà de la primera samarreta retirada per la secció d'hoquei patins del FC Barcelona, unint-se a 10 samarretes d'altres seccions. L'homenatge comptà amb la presència del president del club, Sandro Rosell, del directiu responsable de l'hoquei, Ramón Cierco, així com els capitans del futbol, Carles Puyol; bàsquet, Joan Carles Navarro i handbol, Víctor Tomás.
Durant la temporada 2016-17 afronta la seva primera experiència a les banquetes, entrenant el Club Patí Voltregà femení.

## Palmarès

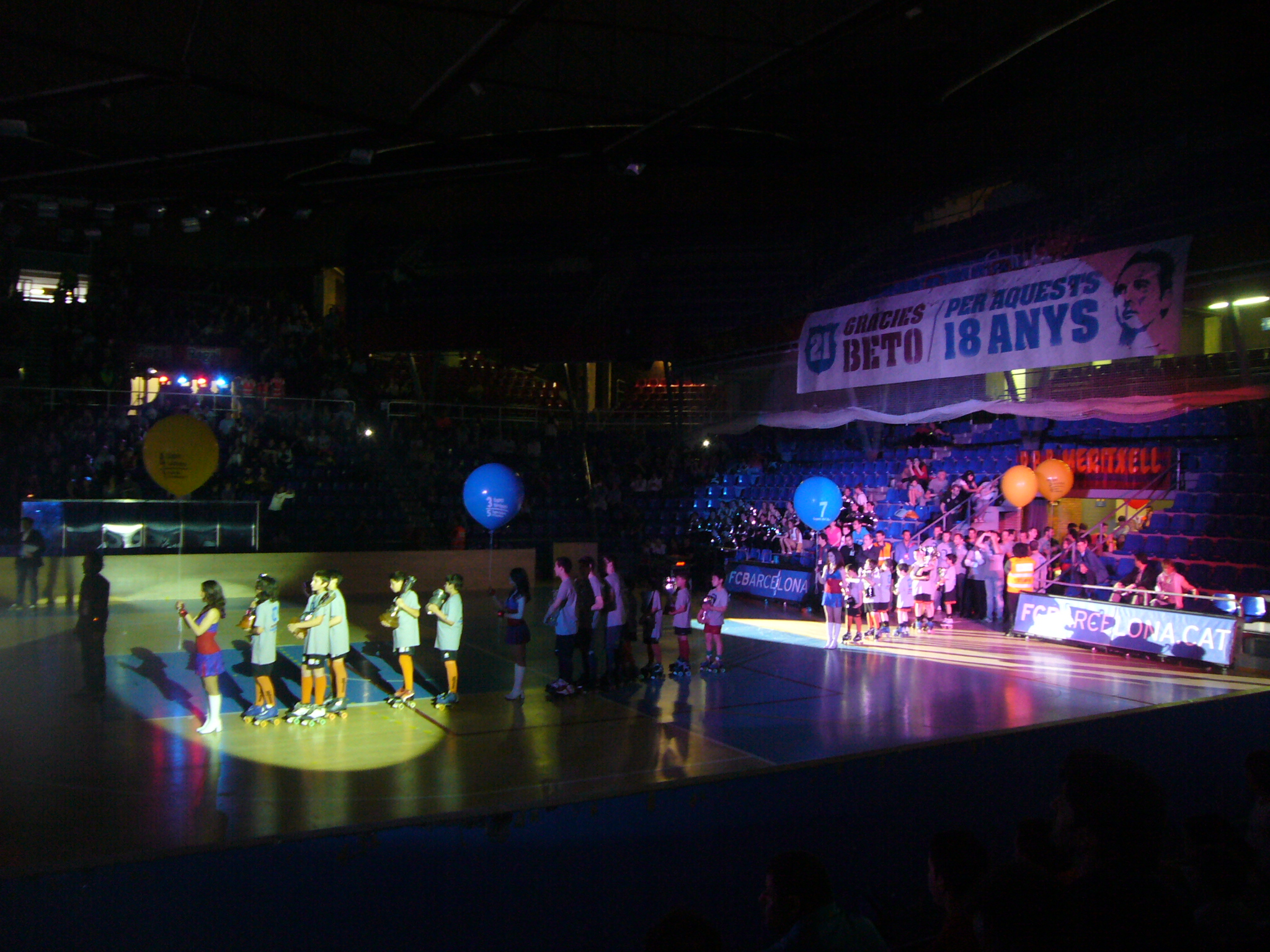
Homenatge a Beto Borregán el 5 de maig de 2013 al Palau Blaugrana.

### FC Barcelona

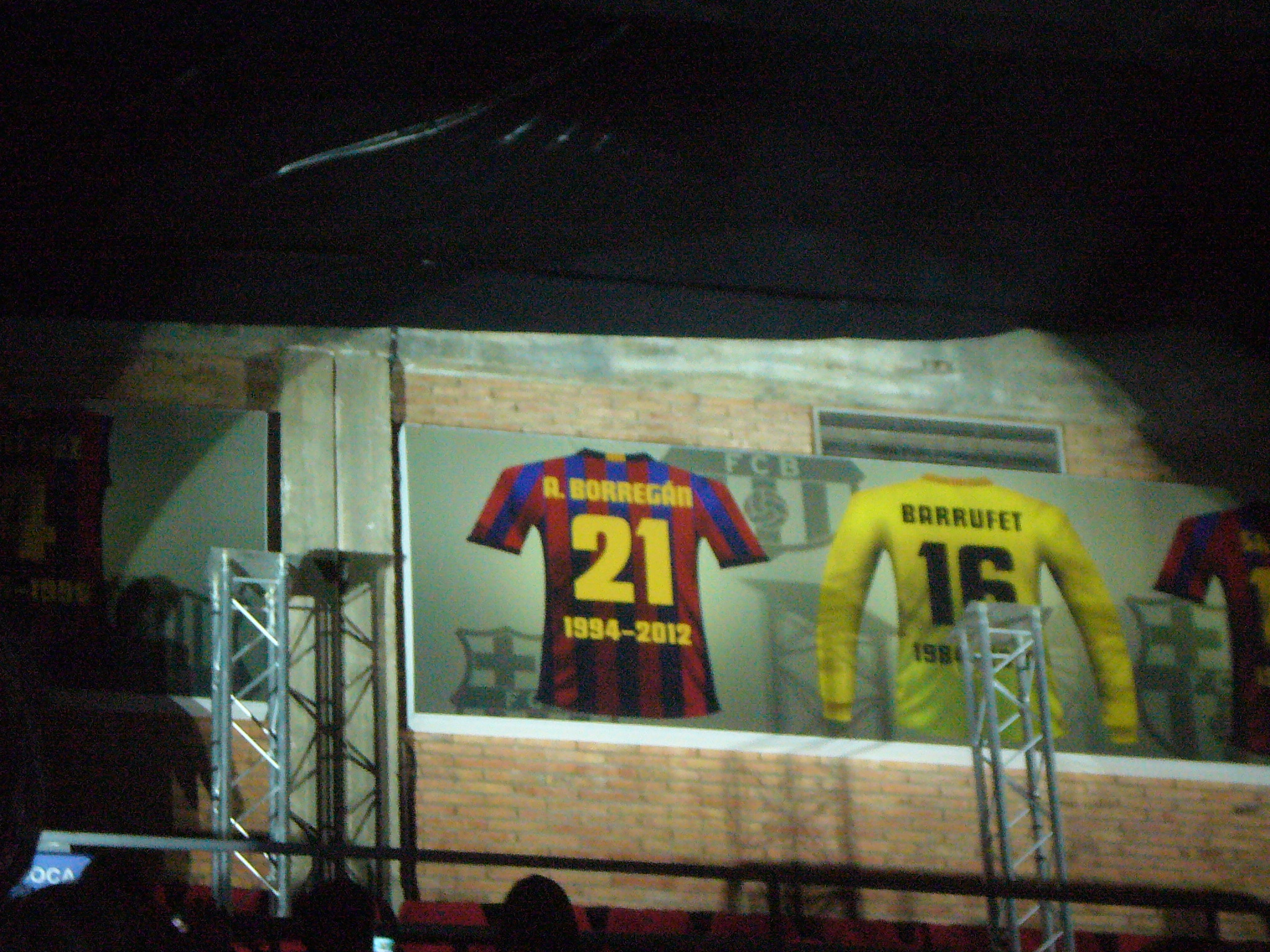
Samarreta de Beto Borregán, amb el dorsal 21, el dia que fou retirada, 5 de maig de 2013.

- 9 Copes d'Europa (1996/97, 1999/00, 2000/01, 2001/02, 2003/04, 2004/05, 2006/07, 2007/08, 2009/10)[2]
- 3 Copes Intercontinentals (1998, 2006, 2008)
- 10 Copes Continentals (ex-Supercopa d'Europa) (1997, 2000, 2001, 2002, 2004, 2005, 2006, 2007, 2008, 2010)
- 15 OK Lligues / Lligues espanyoles (1995/96, 1997/98, 1998/99, 1999/00, 2000/01, 2001/02, 2002/03, 2003/04, 2004/05, 2005/06, 2006/07, 2007/08, 2008/09, 2009/10)[2] 2011/2012
- 7Copes del Rei / Copes espanyoles (94,2000, 2002, 2003, 2005, 2007, 2011)[2]
- 6 Supercopes espanyoles (2003/04/05, 2004/05/06,2005-2006 2006/07/08, 2007/08/09 i 2010/11/12)[6]
- 3 Lligues catalanes (1994/95, 1995/96, 1997/98)
- 3 Copes Ibèriques (1999/00, 2000/01, 2001/02)
- 1 Copa de la CERS (2005/06)
- 1 Copa de les Nacions (1994/95)

### Selecció espanyola
- 3 Campionats d'Europa (2000, 2002, 2004)
- 1 Campionat del Món "A" (2001)
- 2n lloc al Campionat del Món "A" 1999
- 3r lloc al Campionat del Món "A" 1997